# Platymitra arborea
Platymitra arborea är en kirimojaväxtart som först beskrevs av Francisco Manuel Blanco, och fick sitt nu gällande namn av Keßler. Platymitra arborea ingår i släktet Platymitra och familjen kirimojaväxter. Inga underarter finns listade i Catalogue of Life.